# Трбоє
Трбоє (словен. Trboje) — поселення в общині Шенчур, Горенський регіон, Словенія. Висота над рівнем моря: 359,6 м.